# MotoGP Emilia-Romagna nagydíj
A MotoGP Emilia-Romagna nagydíja a MotoGP egy versenye, melyet 2020-tól 2021-ig, valamint 2024-ben rendeztek meg, eddig összesen 3 alkalommal.

## Hivatalos nevek és szponzorok
- 2020: Gran Premio Tissot dell'Emilia Romagna e della Riviera di Rimini[5]
- 2021: Gran Premio Nolan del Made in Italy e dell'Emilia-Romagna[6]
- 2024: Gran Premio Pramac dell’Emilia-Romagna

## Az eddigi győztesek
A piros háttérrel jelzett versenyek nem képezték részét a világbajnokságnak.
| Év   | Helyszín | Moto3                 | Moto2                    | MotoGP                   | Összefoglaló |
| ---- | -------- | --------------------- | ------------------------ | ------------------------ | ------------ |
| 2024 | Misano   | David Alonso (CFMoto) | Celestino Vietti (Kalex) | Enea Bastianini (Ducati) | Összefoglaló |
| 2021 | Misano   | Dennis Foggia (Honda) | Sam Lowes (Kalex)        | Marc Márquez (Honda)     | Összefoglaló |

| Év   | Helyszín | MotoE                         | MotoE                     | Moto3                     | Moto2                   | MotoGP                    | Összefoglaló |
| Év   | Helyszín | Verseny 1                     | Verseny 2                 | Moto3                     | Moto2                   | MotoGP                    | Összefoglaló |
| ---- | -------- | ----------------------------- | ------------------------- | ------------------------- | ----------------------- | ------------------------- | ------------ |
| 2020 | Misano   | Dominique Aegerter (Energica) | Matteo Ferrari (Energica) | Romano Fenati (Husqvarna) | Enea Bastianini (Kalex) | Maverick Viñales (Yamaha) | Összefoglaló |